# Christian Thorning Engelstoft
Christian Thorning Engelstoft (8. august 1805 – 25. januar 1889) var en dansk biskop over Fyens Stift, kultusminister og historiker.

## Opvækst og uddannelse
Han blev født i Næsborg i Viborg Stift, hvor hans fader, Niels Lassen Thorning, var præst. Moderen hed Ingeborg Marie født Engelstoft. Da Faderen døde tidlig (1813), tog morbroderen, professor Laurids Engelstoft i København, og hans fortræffelige hustru, der selv ingen børn havde, den 10-årige Christian Thorning til sig som deres barn, gav ham deres navn og deres fulde kærlighed. Herved åbnedes der en lys fremtid for det faderløse barn. I sine nye forældres hjem fandt han de heldigste betingelser for udvikling af de fortrinlige evner, hvormed han var udrustet. Sammen med Frederik Christian Holsten (død som stiftamtmand i Lolland-Falsters Stift) nød han privat undervisning, særlig af den fortrinlige lærer Jacob Brøgger Daugaard (død som biskop i Ribe), indtil han 1822 blev student med udmærkelse, hvilket resultat han også opnåede ved de senere af ham aflagte prøver.
Påvirket af Jacob Peter Mynsters prædiken og præstegårdslivet hos provst F.D. Mellerup i Greve, hvor Engelstoft i en lang årrække tilbragte sine ferier, var det hans agt at blive præst, hvorfor han studerede teologi og i januar 1827 tog attestats. Han begyndte nu at manuducere teologiske studenter, mens han selv med flid deltog i øvelserne i Pastoralseminariet under stiftsprovst Henrik Georg Clausens vejledning samt fortsatte sine egne studier. 1828 vandt han Københavns Universitets prismedalje for besvarelsen af den teologiske opgave angående det kaldæiske folk. Nærmest i den hensigt at erhverve sig adkomst til et rejsestipendium tog han 1832 den teologiske licentiatgrad ved forsvar af en latinsk afhandling om det jødiske folks historie, hvori han havde sammenstillet de bibelske beretninger med de fremmede og profane bidrag til dette emnes oplysning.

## Akademisk karriere
Han kom dog ikke til at rejse; derimod begyndte han at holde forelæsninger ved Universitetet over den naturlige teologi, og da han havde sejret i en akademisk konkurrence med Peter Tetens Hald og Johannes Ferdinand Fenger, blev han "imod Forhaabning, om ikke imod sin Vilje," 1833 beskikket til lektor og året efter til ekstraordinær professor i teologi ved Universitetet.
Engelstofts hovedfag blev kirkehistorie, som han i en række år foredrog med grundighed og skarpsindighed. Hans skribentvirksomhed kom især til at dreje sig om den danske kirkehistorie, særlig i reformationens tidsalder. Imidlertid blev han 1834 desuden bibliotekar ved Kommunitetets (senere bortsolgte) bogsamling. I anledning af reformationsfesten 1836 forsvarede han sin afhandling for den teologiske doktorgrad: Reformantes et catholici tempore, qvo sacra emendata sunt, concertantes. 1837 begyndte han med sin kollega Carl Emil Scharling på udgivelsen af Theologisk Tidsskrift, der fortsattes gennem en lang årrække (til 1861), og hvortil han leverede flere afhandlinger, især vedrørende den danske kirkes historie.
Samme år blev Engelstoft medlem af en kommission, der skulle revidere den gængse oversættelse af det gamle Testamente. Kommissionen, der ophævedes 1850, nåede dog ikke til ende med sagen. 1838 blev han sekretær i Bibelselskabet for Danmark. I anledning af ritualforhandlingerne udgav han 1840 Liturgiens eller Alterbogens og Kirkeritualets Historie i Danmark, en lærd og med rette påskønnet undersøgelse.
De små kår, som en ekstraordinær professor havde, bragte Engelstoft til flere gange at søge præstekald, som han dog ikke fik. Endelig blev han 1845 professor ordinarius og medlem af Konsistorium; 1847 inspektor ved Universitetskvæsturen og samme år medlem af Videnskabernes Selskab. Han var 1847-48 universitetets rektor og kom som sådan til at holde en akademisk mindetale over Christian 8., der godtgør hans begavelse som festtaler, ligesom den også viser, at han stod den liberale retning nær, der i 1848 kom til Styret. I 2. bind af Nyt historisk Tidsskrift, som udkom 1848, publicerede Engelstoft sin fortjenstlige afhandling Paulus Eliæ, en biografisk Skildring fra den danske Reformationstid. Han var siden 1843 (til 1852) medlem af bestyrelsen i den historiske Forening (fra 1850 dens formand) og blev 1850 valgt til medlem af Det kongelige danske Selskab for Fædrelandets Historie. Samme år overdroges det ham at foredrage kirkeretten i Pastoralseminariet, hvorved han foranledigedes til 1851 at besørge en revideret udgave af Janus Lauritz Andreas Kolderup-Rosenvinges Grundrids af den danske Kirkeret.

## Biskop og politiker
Efter at have tilbagelagt en 18-årig akademisk lærerbane kaldtes Engelstoft 16. november 1851 til biskop i Fyns Stift og blev, efter forud at være ordineret til præst, bispeviet fastelavnssøndag 1852 af biskop Mynster. 1854 var han medlem af «Kirkekommissionen»; dekoreredes 1859 med Kommandørkorset og 1882
med Storkorset af Dannebrog. Var i de første 2-3 måneder af året 1864 minister for Kirke- og Undervisningsvæsen i det skæbnesvangre Monradske Ministerium, men opgav på grund af sygdom stillingen og vendte tilbage til sit bispeembede.
Engelstoft har som biskop været formand for Fyns Stifts litterære Selskab, til hvis historisk-topografiske samlinger han har ydet forskellige bidrag, særlig en afhandling om Odense bys historie, der 1878-80 udkom i en ny og meget forøget, særlig udgave.
Af hans andensteds publicerede afhandlinger kan nævnes: Om Gejstligheden som Rigsstand i Danmark efter Reformationen. Odense Bys Sognehistorie; Om den danske Adelsslægt Brockenhuus (alle i Historisk Tidsskrift); Kirkeordinansens Historie (i Kirkehistoriske Samlinger).
Engelstoft, der af ydre skikkelse var usædvanlig lille og spinkel, bevarede indtil sin høje ader meget bevægelighed og åndslivlighed. Da han 1877 fejrede sit 25 års jubilæum som biskop, overrakte stiftets provster ham "paa den samlede Gejstlighed Vegne et Legat paa 3000 Kr. for fynske Præstedøtre som synligt Vidnesbyrd om Højagtelse og Hengivenhed".
Han døde 1889, over 83 år gammel.
22. december 1837 havde han ægtet Lovise Holm, plejedatter af præsten Høhne i Ikast.